# Memorial del Renacimiento

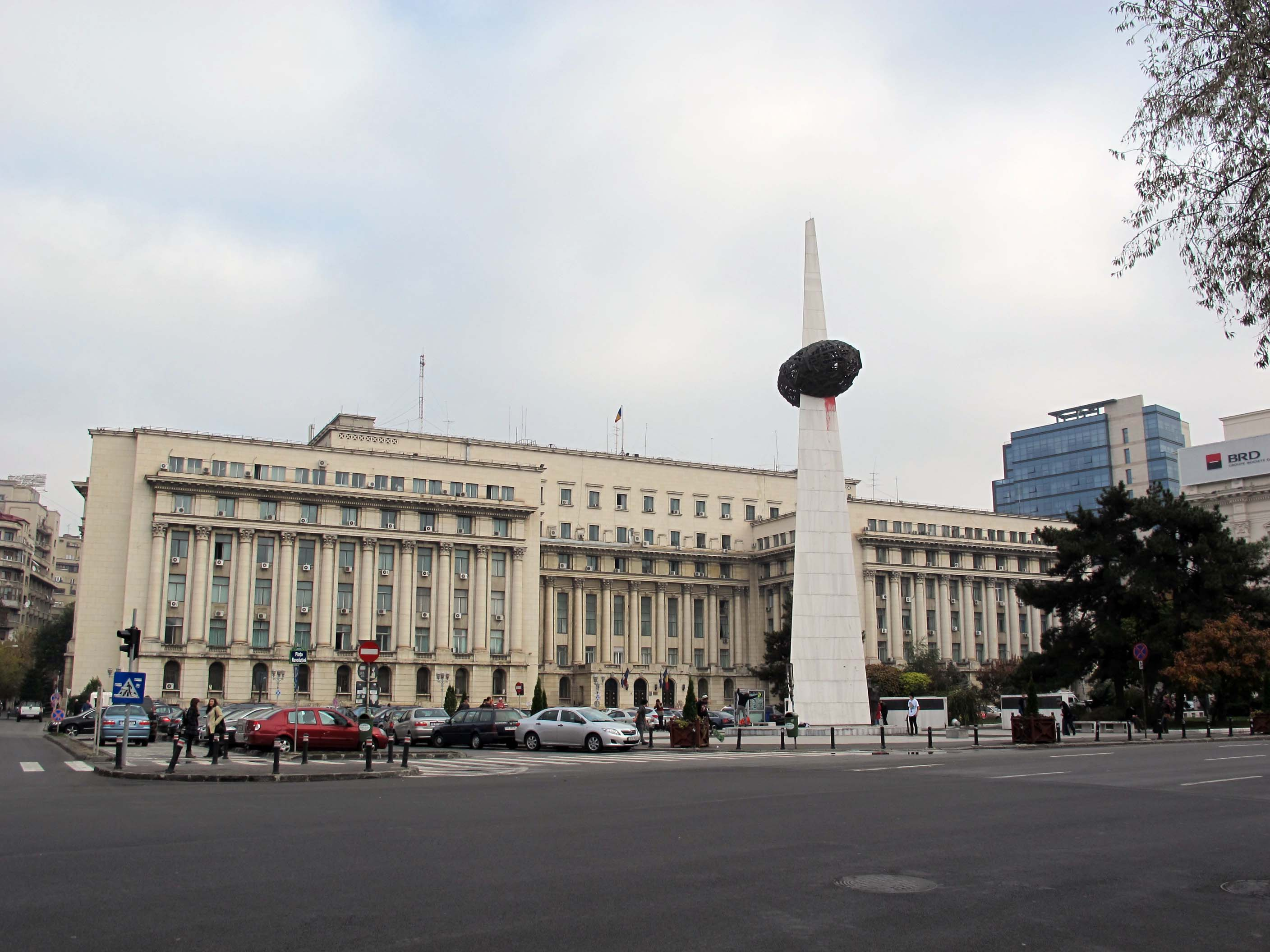
Bucarest, plaza de la revolución.

El Memorial del Renacimiento (Memorialul Renaşterii in Romanian) es un monumento en Bucarest, Rumania, que conmemora las luchas y las víctimas de la Revolución rumana de 1989, que derrocó al comunismo. El complejo conmemorativo se inauguró en agosto de 2005 en la Plaza de la Revolución, donde el dictador de la era comunista de Rumania, Nicolae Ceaușescu, fue derrocado públicamente en diciembre de 1989.
El monumento, diseñado por Alexandru Ghilduș, presenta como pieza central un pilar de mármol de 25 metros de altura que llega hasta el cielo, sobre el cual se coloca una "corona" de metal. El pilar está rodeado por una plaza de 600 m² cubierta de mármol y granito.
El monumento costó 5,6 millones de lei (5,6 millones de RON, 56 mil millones de ROL, aproximadamente 1,5 millones de euros). Su nombre inicial era "Gloria eterna a los héroes y la revolución rumana de diciembre de 1989" (Glorie Eternă Eroilor și Revoluţiei Române din Decembrie 1989). El nombre del monumento alude al renacimiento de Rumania como nación después del colapso del comunismo.

## Controversia
A pesar de la necesidad comúnmente reconocida de un monumento conmemorativo de la revolución de Rumania de 1989, el monumento provocó una gran controversia cuando se inauguró en 2005, principalmente en relación con su diseño. Muchos artistas declararon que el monumento, especialmente su pilar central, carecía de cualquier simbolismo, era demasiado abstracto y, por lo tanto, no representaba adecuadamente el sufrimiento y la magnitud de la revolución de 1989, que se cobró alrededor de 1.500 vidas.
Otros declararon que personalmente no les gustaba la estética del diseño; el alcalde de Bucarest, Adriean Videanu, afirmó: "Es una cuestión de gusto. A mí personalmente no me gusta. No entiendo su simbolismo". También hubo controversia porque el diseñador, Ghilduş, era un artista aplicado, diseñando objetos como sillas y lámparas, en lugar de un escultor.
El crítico de arte Mihai Oroveanu dijo: "Alexandru Ghilduş no tiene las calificaciones para realizar un trabajo de este tipo, ya que es diseñador, no escultor". El Memorial del Renacimiento ha sido descrito como "una papa ensartada en una estaca", una "aceituna en un palillo", "la papa de la revolución" y "el vector con la corona".
La ubicación del monumento también fue criticada y los comités de urbanismo tanto del 3er Sector como de Bucarest rechazaron el diseño, pero su función es oficialmente solo como consultores y el monumento se erigió de todos modos.

## Vandalismo
Debido a su relativa impopularidad, el monumento está vigilado las 24 horas. A pesar de esto, en la noche del 12 de mayo de 2006, fue objeto de actos de vandalismo con una figura de grafiti en plantilla que representaba al personaje revolucionario de ficción "V" en el lado que da al Museo Nacional de Arte.
En 2012, el monumento fue desfigurado por segunda vez con un toque de pintura roja brillante que fue entregado justo en la parte inferior de la "papa" del monumento por una persona desconocida. Esto hizo que pareciera que el monumento estaba sangrando. La pintura es tan inaccesible que ha permanecido en su lugar desde que se colocó allí.